# Chauncey Sparks
George Chauncey Sparks, född 8 oktober 1884 i Barbour County, Alabama, död 6 november 1968 i Eufaula, Alabama, var en amerikansk politiker (demokrat). Han var guvernör i delstaten Alabama 1943–1947.
Fadern George Washington Sparks dog då Chauncey var två år gammal. Familjen flyttade till Georgia där Chauncey gick i skola och studerade vid Mercer University. Sin juristexamen avlade han år 1910. Efter studierna öppnade Sparks sin advokatpraktik i Eufaula och arbetade sedan som domare 1911–1915. Sparks arbetade därefter åter som advokat. Han gifte sig aldrig men bodde tillsammans med sin syster och hennes familj.
Sparks efterträdde 1943 Frank M. Dixon som guvernör. Demokraternas konservativa falang stödde Sparks i valet och många förväntade att han skulle minska på delstatens utgifter. Trots detta valde han att utnyttja krigstidens ekonomiska uppsving och satsade på utbildningen samt fördubblade de jordbruksrelaterade utgifterna i delstatens budget. Han motsatte sig utvidgningen av rösträtten bland svarta medborgare. I januari 1947 efterträddes han av Jim Folsom som företrädde en mer liberal linje i rösträttsfrågan.
Sparks var delegat till demokraternas konvent inför presidentvalet i USA 1948. Han var lojal mot sitt parti och vägrade att delta i de sydstatsdelegaternas utmarsch som lämnade partiet för att stöda dixiekraten Strom Thurmond. Den unge George Wallace, som respekterade Sparks, valde även han att stanna kvar på partikonventet i Philadelphia.
Baptisten Sparks avled 84 år gammal och gravsattes på Fairview Cemetery i Eufaula.